# منزل لباف
منزل لباف (بالفارسية: خانه لباف) هو منزل تاريخي يعود إلى عصر القاجاريون ودولة بهلوية، ويقع في أصفهان.